# Ламберпорт (Західна Вірджинія)
Ламберпорт (англ. Lumberport) — місто (англ. town) в США, в окрузі Гаррісон штату Західна Вірджинія. Населення — 717 осіб (2020).

## Географія
Ламберпорт розташований за координатами 39°22′27″ пн. ш. 80°20′54″ зх. д. / 39.37417° пн. ш. 80.34833° зх. д. (39.374162, -80.348328).  За даними Бюро перепису населення США в 2010 році місто мало площу 1,30 км², уся площа — суходіл.

## Демографія
Згідно з переписом 2010 року, у місті мешкало 876 осіб у 350 домогосподарствах у складі 241 родини. Густота населення становила 672 особи/км².  Було 384 помешкання (295/км²).
Расовий склад населення:
| - 98,4 % — білих - 0,5 % — чорних або афроамериканців - 0,2 % — корінних американців |

До двох чи більше рас належало 0,9 %. Частка іспаномовних становила 1,0 % від усіх жителів.
За віковим діапазоном населення розподілялося таким чином: 23,3 % — особи молодші 18 років, 62,0 % — особи у віці 18—64 років, 14,7 % — особи у віці 65 років та старші. Медіана віку мешканця становила 39,8 року. На 100 осіб жіночої статі у місті припадало 103,2 чоловіків;  на 100 жінок у віці від 18 років та старших — 92,0 чоловіків також старших 18 років.
Середній дохід на одне домашнє господарство  становив 52 685 доларів США (медіана — 38 750), а середній дохід на одну сім'ю — 66 272 долари (медіана — 54 063). Медіана доходів становила 51 667 доларів для чоловіків та 43 542 долари для жінок. За межею бідності перебувало 20,6 % осіб, у тому числі 26,2 % дітей у віці до 18 років та 12,6 % осіб у віці 65 років та старших.
Цивільне працевлаштоване населення становило 401 осіб. Основні галузі зайнятості: освіта, охорона здоров'я та соціальна допомога — 21,2 %, роздрібна торгівля — 11,5 %, сільське господарство, лісництво, риболовля — 11,5 %.